# Supercopa da Itália de 2009
A Supercopa da Itália de 2009 ou Supercoppa Italiana 2009 foi a 22ª edição da competição que para muitos, abre a temporada 2009/2010 do futebol italiano. Assim como em todas as edições, a Supercoppa Italiana será disputada em partida única com o campeão do Campeonato Italiano (Internazionale) e o campeão da Copa da Itália (Lazio), ambas na temporada 2008/2009.
A partida foi no dia 8 de agosto de 2009 e ocorreu no Estádio Nacional de Pequim na China.

## Final
Partida única
| 8 de agosto de 2009 | Internazionale | 1 – 2  | Lazio                      | Estádio Nacional de Pequim, Pequim (China) |
| 20:30 (UTC+8)       | Eto'o 78'      | report | 63' Matuzalém · 66' Rocchi | Árbitro: Emidio Morganti                   |

| Internazionale | Lazio |

| INTERNAZIONALE: |    |                    |     |     |
|                 |    |                    |     |     |
| GK              | 12 | Júlio César        |     |     |
| RB              | 13 | Maicon             | 89' |     |
| CB              | 6  | Lúcio              |     |     |
| CB              | 26 | Cristian Chivu     | 89' |     |
| LB              | 4  | Javier Zanetti (c) |     |     |
| DM              | 19 | Esteban Cambiasso  |     |     |
| CM              | 11 | Sulley Muntari     | 29' | 84' |
| CM              | 8  | Thiago Motta       |     | 70' |
| AM              | 5  | Dejan Stanković    |     | 70' |
| CF              | 9  | Samuel Eto'o       |     |     |
| CF              | 22 | Diego Milito       |     |     |
| Substitutos:    |    |                    |     |     |
| GK              | 1  | Francesco Toldo    |     |     |
| DF              | 2  | Iván Córdoba       |     |     |
| DF              | 16 | Nicolás Burdisso   |     |     |
| DF              | 39 | Davide Santon      |     |     |
| MF              | 14 | Patrick Vieira     |     | 70' |
| FW              | 18 | David Suazo        |     | 84' |
| FW              | 45 | Mario Balotelli    |     | 70' |
| Treinador:      |    |                    |     |     |
| José Mourinho   |    |                    |     |     |

| LAZIO:            |    |                         |     |     |
|                   |    |                         |     |     |
| GK                | 86 | Fernando Muslera        |     |     |
| RB                | 2  | Stephan Lichtsteiner    |     |     |
| CB                | 87 | Mobido Diakité          |     |     |
| CB                | 13 | Sebastiano Siviglia     |     |     |
| LB                | 11 | Aleksandar Kolarov      |     |     |
| DM                | 33 | Roberto Baronio         |     | 53' |
| CM                | 32 | Cristian Brocchi        |     |     |
| CM                | 5  | Stefano Mauri           |     |     |
| AM                | 8  | Matuzalém               | 30' | 81' |
| ST                | 9  | Tommaso Rocchi          |     | 72' |
| CF                | 10 | Mauro Zárate            |     |     |
| Substitutos:      |    |                         |     |     |
| GK                | 1  | Albano Bizzarri         |     |     |
| DF                | 25 | Emílson Sánchez Cribari |     | 81' |
| DF                | 26 | Ştefan Radu             |     |     |
| MF                | 6  | Ousmane Dabo            |     | 53' |
| MF                | 7  | Eliseu                  |     |     |
| MF                | 17 | Pasquale Foggia         |     |     |
| FW                | 74 | Julio Cruz              |     | 72' |
| Treinador:        |    |                         |     |     |
| Davide Ballardini |    |                         |     |     |

## Campeão
| Campeão da Supercopa da Itália de 2009 |
| -------------------------------------- |
| Lazio                                  |